# Археология
Археологията (от гръцки: „αρχαίος“ – „древен“ и „λόγος“ – „слово“; букв. „слово за миналото“) е хуманитарна наука изучаваща човешката дейност в миналото, главно чрез възстановяване и анализ на материалната култура и по данни за околната среда. Всичко това включва елементи изоставени от последните човешки популации, като – артефакти, архитектура, екологични факти и културни ландшафти. Археологията използва широка гама от различни процедури, тя може да се счита като обществена наука или хуманитарна наука. В Съединените американски щати смятат, че археологията е клон на антропологията, а в Европа тя се разглежда като съвсем отделна научна дисциплина.
Всички онези следи и дейности, оставени от човека в миналото, се изследват от археолозите. Хората, които са специализирани в това да търсят различни предмети, символи и рисунки от древни времена. Останките, които са намерени през годините се наричат културен пласт. Основните цели, които науката поставя пред себе си са:
- Изграждане на културната история;
- Поглед назад във времето – как са живеели хората тогава, с какво са се занимавали и как са се препитавали;
- Вникване в същността на културните процеси.

Дисциплината включва проучване на терени, изкопна дейност и накрая анализ на събраните данни, за да се научи повече за миналото. В широк обхват археологията разчита на интердисциплинарни изследвания. Тя обхваща дялове от: антропологията, историята, история на изкуството, класика, етнология, география, геология, лингвистика, семиология, физика, информационни науки, химия, статистика, палентология, палеобиология и палеоботаника.
Археологията води своето начало от наука наречена антикуарианизъм. Това е наука, която изучава артефактите (тяхната стойност, същност и период). Така през 19 век археологията се превръща в отделна дисциплина в цяла Европа. От началото на своето развитие, различните специфични подраздели на археологията са разработени в следния ред: морска археология, археометрия, археоастрономия и множество други, които са използвани като методи за цялостното развитие на археологията.
Значителна част от сведенията за материалната (и духовната) култура на хората от миналите епохи произлизат от проучванията на животинските останки в културните пластове, които са обект на направлението археозоология. От своя страна археозоологията се поделя на няколко подразделения, едно от които изучава птиците – археоорнитология (или орнитоархеология). Макар археологията да е сравнително млада наука, тя има вече много разклонения. Разделението е или по тематически признак (например християнска археология, ислямска археология и др.), или по географски (например археология на Мала Азия).

## История

### Първи сведения за археологически проучвания
В древна Месопотамия основен депозит на владетеля на Акадската империя – Нарам Суен (управлявал през 22 век пр.н.е.) е открит и анализиран от цар Набонид през 550 г. пр.н.е., с което е става известен като първия археолог. Той не само ръководи първите разкопки, които целят да бъдат открити основни отлагания на храмовете на бога на слънцето Шамаш, богинята войн Ануниту (и двете разположени в Сиппар, в дн. Ирак), и светилището, което Нарам Суен строи до лунния бог, намиращ се в Харан (дн. Турция), но той също ги кара да възстановят предишната им слава. Той също така е първият, който датира археологически артефакт в опита си да датира храма на Нарам Суен по време на търсенето му.

### Антиквари
Науката археология (от гръцки: ἀρχαιολογία, археология от ἀρχαῖος, arkhaios, „древен“ и -λογία, -logia, „-логия“) израства от по-старото мултидисциплинарно изследване, известно като антикваризъм. Антикварите са изучавали историята с особено внимание към древни артефакти и ръкописи, както и исторически обекти. Антикваризмът се фокусира върху емпиричните изследователски методи, съществували за разбирането на миналото, капсулирани в девиза на антиквариата от 18 век на сър Ричард Колт Хоар: „Ние говорим от факти, а не от теория“. Ориентировъчни стъпки към систематизирането на археологията като наука се извършват през ерата на просвещението в Европа през 17 и 18 век.
В императорски Китай по време на династията Сун (960 – 1279) фигури като Оуянг Сю и Джао Мингчен установяват традицията на китайската епиграфика, като разследват, съхраняват и анализират древните китайски бронзови надписи от периода на династиите Шан и Джоу. В книгата си, публикувана през 1088 г., Шън Куо критикува съвременните китайски учени, че приписват древни бронзови съдове като творения на известни мъдреци, а не на обикновени хора – занаятчии, и че се опитва да ги съживи за ритуална употреба, без да различава първоначалната им функционалност и предназначение. Подобни антикварни занимания отслабват след династията Сун, и са възродени през 17 век по време на династията Цин, но винаги са били считани за клон на китайската историография, а не като отделна дисциплина на археологията.
В Европа през ренесанса философският интерес към останките от древногръцката и древноримската цивилизация и преоткриването на класическата култура започват през късното средновековие. Флавио Биондо, италиански историк–хуманист от ренесанса, създава систематичен справочник за руините и топографията на древен Рим в началото на 15 век, за което е наречен ранен основател на археологията. Антиквари от 16 век, включително Джон Лиланд и Уилям Камдън, провеждат проучвания на английската провинция, рисувайки, описвайки и интерпретирайки паметниците, които са срещали.
Оксфордския английски речник за първи път цитира „археолог“ от 1824 г. Скоро това става обичайният термин за един основен клон на антикварната дейност. „Археология“ след 1607 г., първоначално означава това, което се нарича „древна история“ като цяло, с по-тесния съвременен смисъл, за първи път видян през 1837 г.

### Първи разкопки
Едно от първите места, подложени на археологически разкопки е Стоунхендж и други мегалитни паметници в Англия. Антонио Босио (1575 – 1629) е първият изследовател, който през 1593 г. археологически проучва и документира подземните некрополи в Рим и с книгата си Roma Sotterranea (издадена през 1632/34 г.) полага началото на науката християнска археология. В края на XVII в. Джон Обри (1626 – 1697) записва множество мегалитни и други полеви паметници в южна Англия. Той изпреварва времето в анализите от своите открития, опитва се да очертае хронологичната стилистична еволюция на почерка, средновековната архитектура, костюма и щитовидните форми.
Разкопки се провеждат също и от испанския военен инженер Роке Хоакин де Алкубиер в древните градове Помпей и Херкулан, и двата са били покрити с пепел по време на изригването на вулкана Везувий през 79 г. Тези разкопки започват в Херкулан започват през 1738 г., докато в Помпей те започват през 1748 г. Откриването на цели градове, пълни с прибори и дори човешки форми, както и изкопаване на стенописи, има голямо влияние в цяла Европа.
Въпреки това, преди развитието на съвременните техники, разкопките са били случайни. Значението на понятия като стратиграфия и контекст са били пренебрегвани.

### Развитие на археологическите методи
Бащата на археологическите разкопки е Уилям Кънингтън (1754 – 1810). През 1798 г. той ръководи разкопки в графство Уилтшър (Англия), финансирани от сър Ричард Колт Хоар. Кънингтън прави щателни записи на кули от новокаменната и бронзова епоха и термините, които той използва, за да ги категоризира и описва, се използват и до днес от археолозите.
Едно от основните постижения на археологията от 19 век е развитието на стратиграфията. Идеята за припокриване на слоеве, проследяващи последователни периоди, е заимствана от новата геоложка и палеонтологична работа на учени като Уилям Смит, Джеймс Хътън и Чарлз Лайъл. Прилагането на стратиграфията към археологията първо се е случило с разкопките на праисторически и бронзови епохи. През третото и четвъртото десетилетие на 19 век археолози като Жак Буше дьо Пертес и Кристиан Юргенсен Томсен започват да поставят артефактите, които са намерили, в хронологичен ред.
Основна фигура в развитието на археологията в точна наука е армейският офицер и етнолог Огъстъс Пит Ривърс, който започва разкопки в родната си Англия през 1880-те. Неговият подход е силно методичен по стандартите на времето, затова е считан за първия научен археолог. Той подрежда своите артефакти по тип или типологично и в рамките на типове по дата или хронологично. Този стил на подреждане, предназначен да подчертае еволюционните тенденции в човешките артефакти, което е от огромно значение за точното датиране на обектите. Неговото най-важно методологично нововъведение е неговото настояване всички артефакти, не само красиви или уникални, да бъдат събрани и каталогизирани.
Флиндърс Питри е друга значима личност, наричан баща на археологията. Неговото старателно записване и проучване на артефакти, както в Египет, така и по-късно в Палестина, залага много от идеите, стоящи зад съвременните археологически записи. Той отбеляза: „вярвам, че истинската линия на изследване се крие в отбелязването и сравняването на най-малките подробности.“. Питри разработва системата за датиране на слоеве въз основа на керамика и керамични находки, което довежда до революция в хронологичната основа на египтологията. Питри е първият, който научно изследва Хеопсовата пирамида край Гиза в Египет през 1880-те. Той е отговорен и за наставничеството и обучението на цяло поколение египтолози, включително Хауърд Картър, който продължава да прославя археологията с откриването на гробницата на Тутанкамон (фараон от 14 век пр.н.е.).
Първите стратиграфски разкопки стават широко популярни сред обществеността при Хисарлъка (на мястото на древна Троя) ръководени от Хайнрих Шлиман, Франк Калверт и Вилхелм Дьорпфелд през 1870-те. Тези учени отделят девет различни града, които са се припокривали един с друг от праисторията до елинистическата епоха. Междувременно работата на сър Артър Евънс в Кносос на остров Крит разкрива древното съществуване на напредналата минойска цивилизация.
Следващата важна фигура в развитието на археологията е сър Мортимър Уилър, чийто силно дисциплиниран подход към разкопките и систематичното отразяване през 1920-те и 1930-те години води до бързо развитие на науката. Уилър разработва решетъчната система за изкопни работи, която е допълнително подобрена от неговата ученичка Катлийн Кениън.
Археологията се превръща в професия през първата половина на 20 век и става възможно да се изучава като предмет в университети и дори училища. Към края на 20 век почти всички професионални археолози завършват (поне в развитите страни). По-нататъшното приспособяване и нововъведения в археологията продължават през този период, когато морската и градската археология стават все по-разпространени и спасителната археология е разработена в резултат на нарастващото развитие на търговията.

## Предназначение
Целта на археологията е да научи повече за миналите общества и развитието на човешката раса. Над 99% от развитието на човечеството е свързано с праисторическите култури, които не са използвали писмеността, поради което не съществуват писмени сведения за учебни цели. Без такива писмени източници единственият начин за разбиране на праисторическите общества е чрез археологията. Тъй като археологията е изследване на миналата човешка дейност, тя се простира назад преди около 2,5 милиона години, когато откриваме първите каменни инструменти, дело на Олдувайската култура. Важни събития в историята на човечеството се случват по време на праисторията, като хипотезата за еволюцията на човека през старокаменната епоха (палеолита), според която хоминините се развиват от австралопитеците в Африка в съвременния разумен човек (Homo sapiens). Археологията хвърля светлина и върху много от технологичните постижения на човечеството, например способността да се използва огън, обработката на каменни инструменти, откриването на металургията, началото на религията и създаването на земеделие.
Въпреки това не само праисторическите, предварително грамотните култури могат да бъдат изучавани с помощта на археологията, но и исторически, включително грамотни култури, чрез методите на поддисциплината – историческа археология. За много грамотни култури, като Древна Гърция и Месопотамия, оцелелите им записи са често непълни и пристрастни до известна степен. В много общества грамотността е била ограничена до елитните класи, като духовенството или бюрокрацията на съда или храма. Грамотността дори на аристократите понякога е била ограничена до дела и договори. Интересите и мирогледът на елитите често са доста различни от живота и интересите на населението. Писанията, създадени от хора, по-представителни за общото население, едва ли са намирали път в библиотеките и биват запазени там за потомци. По този начин писмените сведения биват склонни да отразяват пристрастията, предположенията, културните ценности и евентуално измами на ограничен кръг лица, обикновено малка част от населението. Следователно на писмените записи не може да се вярва като на единствен източник. Материалната база може да е по-близо до справедливото представяне на обществото, въпреки че е обект на собствени пристрастия, като например пристрастност на извадките и диференциално съхранение.
Често археологията предоставя единственото средство за научаване на съществуването и поведението на хората от миналото. През хилядолетията хиляди култури и общества и милиарди хора са идвали и си отишли, за които има малко или никакви писмени сведения или съществуващи записи са невярни или непълни. Писмеността, както е известна днес, не е съществувала в човешката цивилизация до 4 хилядолетие пр.н.е., относително в малък брой технологично напреднали цивилизации. За разлика от това, разумният човек (Homo sapiens) съществува от поне 200 000 години, а другите видове Homo от милиони години. Тези цивилизации са неслучайно най-известните, обект за проучване на историците от векове, докато проучванията на праисторическите култури възниква в по-ново време. Дори в грамотната цивилизация много събития и важни човешки практики не са официално регистрирани. Всяко знание за ранните години на човешката цивилизация – развитието на земеделието, култовите практики на народната религия, възхода на първите градове – трябва да идва от археологията.
В допълнение към научното си значение, археологическите останки понякога имат политическо или културно значение за потомците на хората, които са ги произвели, парична стойност за колекционерите или просто силна естетическа привлекателност. Много хора свързват археологията с възстановяването на такива естетически, религиозни, политически или икономически съкровища, а не с възстановяването на минали общества. Този възглед се възприема често в произведения на популярната фантастика, някои от тях пресъздадени във филми, като: „Похитителите на изчезналия кивот“, филмовата поредица „Мумията“, или романът „Рудниците на цар Соломон“. Когато такива нереалистични субекти се третират по-сериозно, обвиненията в псевдонаука неизменно се отправят към техните поддръжници. Тези начинания, реални или измислени, обаче не са представителни за съвременната археология.

### Теория
Няма един подход към археоложката теория, който да се спазва от всички археолози. Когато археологията се развива в края на 19 век, първият подход към археологическата теория, който трябва да се практикува, е този на културно-историческата археология, който има за цел да обясни защо културите се променят и адаптират, вместо просто да подчертава факта, че са се правили, следователно подчертавайки исторически партикуларизъм. В началото на 20 век много археолози, които изучават минали общества с преки непрекъснати връзки със съществуващи такива (като тези на индианците, в района на Сибир, Мезоамерика и др.), Следват директния исторически подход, сравняват приемствеността между миналото и съвременните етнически и културни групи. През 1960-те години възниква археологическо движение, ръководено до голяма степен от американски археолози като Луис Бинфорд и Кент Фланъри, което въстава срещу утвърдената културно-историческа археология. Те предлагат „Нова археология“, която би била „по-научна“ и „антропологична“, с тестване на хипотези и научен метод, значителна част от тези методи биват причислени към процесуалната археология.
През 1980-те години възниква ново постмодерно движение, водено от британските археолози Майкъл Шанкс, Кристофър Тили, Даниел Милър и Иън Ходър, което е в основите на постпроцесуалната археология. Тя поставя под съмнение призивите на процесуализма към научния позитивизъм и безпристрастност и подчерта значението на по-самокритичната теоретична рефлексивност. Този подход обаче е критикуван от процесуалистите като липсваща научна строгост и валидността както на процесуализма. Междувременно се появява друга теория, известна като исторически процесуализъм, която се стреми да включи фокус върху акцента върху рефлексивността и историята на археологията на процеса и след процеса.

## Методи
Археологическото проучване обикновено включва няколко отделни фази, всяка от които използва свое собствено разнообразие от методи. Преди да започне каквато и да е практическа работа обаче, археолозите трябва да договорят целите които искат да постигнат. След това се изследва местоположението, за да се разбере възможно най-много за него и околността. Второ, може да се извърши разкопки, за да се разкрият всички археологически обекти, заровени под земята. И трето, информацията събрана по време на разкопките, се изучава и оценява в опит да се постигнат първоначалните цели на изследователската дейност на археолозите. След това се счита за добра практика информацията да бъде публикувана, така че да бъде достъпна за други археолози и историци, въпреки че понякога се пренебрегва.

### Дистанционно наблюдение
Преди реално да започне да копае на дадено място, може да се използва дистанционно наблюдение, за да се види мястото в голяма площ или да се предостави повече информация за местността или региона. Има два вида инструменти за дистанционно наблюдение – пасивни и активни. Пасивните инструменти откриват естествената енергия, която се отразява или излъчва от наблюдаваната сцена. Пасивните инструменти усещат само излъчване, излъчвано от обекта, който се гледа или отразява от обекта от източник, различен от инструмента. Активните инструменти излъчват енергия и записват отразеното. Спътниковите снимки са пример за пасивно дистанционно наблюдение. Известни са два активни инструмента за дистанционно наблюдение:
- Лидар (в превод: Откриване и обхват на светлината) – използва лазер (усилване на светлината чрез стимулирано излъчване на лъчение) за предаване на светлинен импулс и приемник с чувствителни детектори за измерване на обратно разсеяната или отразена светлина. Разстоянието до обекта се определя чрез записване на времето между предадените и обратно разсеяни импулси и използване на скоростта на светлината за изчисляване на изминатото разстояние. Инструмента може да определя атмосферните профили на аерозоли, облаци и други съставки на атмосферата.
- Лазерен висотомер – използва лидар (виж по-горе) за измерване на височината на инструменталната платформа над повърхността. Чрез независимо познаване на височината на платформата по отношение на средната повърхност на Земята може да се определи топографията на подлежащата повърхност.[26]

### Теренно проучване
Археологическият проект започва или продължава с теренно проучване. Регионалното проучване е опит за систематично намиране на неизвестни досега обекти в даден регион. Проучването на местоположението е опит за систематично намиране на обекти, които представляват интерес, като къщи и кьокенмединги, в рамките на дадено местоположение. Всяка от тези две цели може да бъде постигната с почти същите методи.
Проучването не е широко практикувано в ранния период на археологията. Културните историци и предишни изследователи обикновено се задоволяват с откриването на местоположенията на монументални обекти от местното население и изкопават само очевидно видимите черти там. Гордън Уили е пионер в техниката на регионално проучване на модела на заселване през 1949 г. в долината Виру по крайбрежието на Перу, и проучването на всички нива става видно с възхода на процесна археология няколко години по-късно.
Проучването има много предимства, ако се извършва като предварително упражнение или дори вместо изкоп. Това изисква сравнително малко време и разходи, тъй като не изисква обработка на големи обеми пръст за търсене на артефакти. Независимо от това проучването на голям регион или обект може да бъде скъпо, така че археолозите често използват методи за вземане на проби. Както при другите форми на неразрушителна археология, проучването избягва етични проблеми (от особено значение за потомците), свързани с унищожаването на обект чрез изкоп. Това е единственият начин да се съберат някои форми на информация, като модели на заселване и структура на селището. Данните от проучването обикновено се събират в карти, които могат да показват повърхностни характеристики и / или разпределение на артефакти.
Най-простата техника на изследване е повърхностното изследване. Тя включва разресване на зона, обикновено пеша, но понякога с използване на механизиран транспорт, за търсене на характеристики или артефакти, видими на повърхността. Проучването на повърхността не може да открие места или обекти, които са напълно заровени под земята или обрасли с растителност. Проучването на повърхността може също да включва техники за мини изкопни работи като шнекове, кернери и тестове за лопати. Ако не бъдат намерени материали, изследваната зона се счита за естествена.
Въздушното проучване се извършва с помощта на камери, прикрепени към самолети, въздушни балони, дронове или дори хвърчила. Птичият поглед е полезен за бързо картографиране на големи или сложни обекти. Снимките от въздуха се използват за документиране на състоянието на археологическите разкопки. Въздушното заснемане също може да открие много неща, които не се виждат от повърхността. Растенията, растящи над погребана от човека конструкция, като каменна стена, ще се развиват по-бавно, докато тези над други видове характеристики (като отпадъчния насип) могат да се развият по-бързо. Снимките на узряващото зърно, което бързо променя цвета си при зреене, разкриват затрупани структури с голяма точност. Снимките от въздуха, направени по различно време на деня допринасят, като показват очертанията на структурите чрез промени в сенките. Въздушното проучване също използва ултравиолетови, инфрачервени, проникващи в земята радарни дължини на вълните, лидар и термография.
Геофизичното проучване може да бъде най-ефективният начин за проучване под земята. Магнитометрите откриват малки отклонения в земното магнитно поле, причинени от железни артефакти, пещи, някои видове каменни конструкции и др. Уредите за измерване на електрическото съпротивление на почвата също се широко използвани. Археологически характеристики, чието електрическо съпротивление е в контраст с това на околните почви, могат да бъдат открити и картографирани. Някои археологически характеристики (като тези, съставени от камък или тухла) имат по-голямо съпротивление в сравнение с типичните почви, докато други (като органични отлагания или неопалена глина) имат по-ниско съпротивление.
Въпреки че някои археолози смятат, че използването на металотърсачи е равносилно на търсене на съкровища, други ги смятат за ефективен инструмент при археологическото проучване.
Регионалното проучване в подводната археология използва геофизични или устройства за дистанционно наблюдение като морски магнитометър, сонар за страничен обзор и дънен профилограф.

### Разкопки
Археологическите разкопки са съществували дори когато полето все още е било област на любители и то остава източник на повечето данни, възстановени в повечето полеви проекти. Той може да разкрие няколко вида информация, която обикновено не е достъпна за изследване, като стратиграфия, триизмерна структура и проверимо първичен контекст.
Разкопките са относително най-скъпата част от археологическите изследвания. Освен това като разрушителен процес той носи етични проблеми. В резултат на това много малко обекти са изкопани изцяло. Отново процентът на изкопания обект зависи до голяма степен от страната и издадената „декларация за метода“. Вземането на проби е дори по-важно при изкопаване, отколкото при проучване. Понякога при изкопните работи се използват големи механични съоръжения, като багери, особено за отстраняване на горния слой на почвата (открития терен), въпреки че този метод все повече се използва с голямо внимание. След тази доста драматична стъпка, изложената зона обикновено се почиства ръчно с кирки или мотики, за да се гарантира, че всички характеристики са очевидни.
Съвременните техники за разкопки изискват да се записват точните местоположения на обекти и характеристики, като техния произход или местоположение. Това винаги включва определяне на техните хоризонтални местоположения, а понякога и вертикално положение. По същия начин тяхната асоциация или връзка с близки обекти и характеристики трябва да е записана за по-късен анализ. Това позволява на археолога да установи кои артефакти и характеристики вероятно са били използвани заедно и кои могат да бъдат от различни части на дейност. Например, разкопките на даден обект разкриват неговата стратиграфия. Ако даден обект е бил зает от поредица от различни култури, артефакти от по-нови култури то ще се намират над тези от по-древни култури.
Следващата задача е да се оформи план на обекта и след това да се използва, за да се помогне при решаването на метода на разкопките. Характеристиките, вкопани в естествените недра, обикновено се изкопават на части, за да се получи видим археологически разрез за запис. Характеристика, например яма или канавка, се състои от две части: разрез и запълване. Разрезът описва ръба на характеристиката, където тя отговаря на естествената почва. Това е границата на характеристиката. Запълването е това, с което е изпълнена характеристиката и често изглежда доста различно от естествената почва. Изрязването и запълването получават последователни номера за целите на записа. Мащабираните планове и раздели на отделни функции се изчертават на място, правят се черно-бели и цветни снимки от тях и се попълват листове за запис, описващи контекста на всеки. Цялата тази информация служи като постоянен запис на разрушената сега археология и се използва при описване и тълкуване на обекта.

### Анализ
След като артефактите и структурите са изкопани или събрани от повърхностни проучвания, е необходимо да се проучат правилно. Този процес е известен като анализ след разкопки и обикновено е най-трудоемката част от археологическо проучване. Не е необичайно публикуването на окончателни доклади за разкопки за големи обекти може да отнеме години.
На основно ниво, на анализ намерените артефакти се почистват, каталогизират и сравняват с публикуваните колекции. Този процес на сравнение често включва класифицирането им типологично и идентифицирането на други места с подобни артефакти. Въпреки това чрез археологическата наука се предлага много по-обширна гама от аналитични техники, което означава, че артефактите могат да бъдат датирани и техните композиции да бъдат изследвани. Костите, растенията и прашецът, събрани от даден обект, могат да бъдат анализирани с помощта на методите на зооархеологията, палеоетноботаниката, палинологията и стабилното изотопно съотношение, докато текстовете обикновено могат да бъдат дешифрирани.
Тези техники често предоставят информация, която иначе не би била известна, и поради това допринасят значително за разбирането на дадено местонахождение.

### Аналитическа и виртуална археология
Сега компютърната графика се използва за изграждане на виртуални 3D модели на местоположение, като тронната зала на асирийски дворец или древен Рим. Фотограметрията също се използва като аналитичен инструмент, а цифровите топографски модели са комбинирани с астрономически изчисления, за да се провери дали определени структури (като стълбове) са били подравнени с астрономически събития като позицията на слънцето при слънцестоене. Агентното моделиране и симулация могат да се използват за по-добро разбиране на миналата социална динамика и резултати. Извличане на знания от данни може да се приложи към големи масиви от археоложката „сива литература“.

### Дронове
Археолозите по целия свят използват дронове, за да засилят проучванията си и да защитят обектите от заселниците на държавна земя, строители и миньори. В Перу малки дронове помагат на изследователите да създават триизмерни модели на перуански обекти вместо обичайните плоски карти – в дни и седмици, вместо в месеци и години.

## Академични поддисциплини
Както при повечето академични дисциплини, има много голям брой археологически поддисциплини, характеризиращи се със специфичен метод или вид материал (например: литичен анализ, музикална археология, археоботаника), географски или хронологичен фокус (например: близкоизточна археология, ислямска археология, средновековна археология), други тематични въпроси (например: геоархеология, морска археология, ландшафтна археология, археология на бойното поле) или специфична археологическа култура или цивилизация (например: египтология, индология, китаистика).

## Опазване
Защитата на археологическите находки за обществеността от катастрофи, войни и въоръжени конфликти все повече се прилага в международен план. Това се случва от една страна чрез международни споразумения, а от друга чрез организации, които наблюдават или прилагат защита. Организацията на обединените нации, ЮНЕСКО и Син щит Интернешънъл се занимават със защитата на културното наследство, а оттам и с археологическите обекти. Това се отнася и за интеграцията на мироопазващите сили на ООН. През последните години Син Щит Интернешънъл предприема различни мисии за установяване на факти, за да защити археологическите обекти по време на войните в Либия, Сирия, Египет и Ливан. Значението на археологическите находки за идентичността, туризма и устойчивия икономически растеж многократно се подчертава в международен план.
Председателят на Син щит Интернешънъл – Карл фон Хабсбург, заявява по време на мисия за защита на културните ценности в Ливан през април 2019 г. с Временните сили на ООН в Ливан: „Културните ценности са част от идентичността на хората, които живеят на определено място. Ако унищожите тяхната култура, вие също унищожавате тяхната идентичност. Много хора са изкоренени, често вече нямат перспектива и впоследствие бягат от родината си“.

## Събития
Ярки събития в историята на археологията през годините, в хронологичен вид:
- 1748: Разкопки на древния град Помпей
- 1799: По време на похода на Наполеон I в Египет френските войници намират Розетския камък
- 1802: Хенри Роулинсън разшифрова шумерското клинописно писмо
- 1820: Гръцки селянин открива статуята на Венера Милоска в полето
- 1824: Жан-Франсоа Шамполион разшифрова египетските йероглифи
- 1843: Пол-Емил Бота открива двореца на асирийския цар Саргон II край Ниневия. Започват изследвания на цивилизациите в Месопотамия
- 1856: Находка на череп на неандерталец близо до Дюселдорф, Германия
- 1871: Хайнрих Шлиман започва разкопките на древния град Троя в дн. Турция
- 1876: Хайнрих Шлиман открива Микена в дн. Гърция
- 1879: Откритие на пещерни рисунки в пещерата Алтамира, Испания
- 1879: Роберт Колдевей провежда първите археологически разкопки на Вавилон в дн. Ирак
- 1900: Артър Еванс разкрива двореца Кносос и Минойската цивилизация на о-в Крит
- 1901: Механизъм от Антикитира
- 1908: Откриване на Фестоския диск, о-в Крит
- 1911: Откриване на Мачу Пикчу, града на древните инки в дн. Перу
- 1922: Хауърд Картър намира гробницата на Тутанкамон в дн. Египет
- 1950 – 1990: Откриване на културата „Стара Европа“, и артефакти с дунавска протописменост (в т.ч. Плочка от Градешница, Дупяшка табличка)
- 1991: Находка в Тирол (южна Австрия) на почти напълно запазено мумифицирано тяло на праисторически мъж, т.нар. „Йоци“, датирано 3300 пр.н.е.
- 1996: Клаус Шмид разкопава Гьобекли тепе, неолитен комплекс датиращ от преди 12 хиляди години.
- 2001: Конар Сандал (в Иран) е идентифициран като център на непозната „Култура Джирофт“ от ранната бронзова епоха